# 松南青年駅
松南青年駅（チョンナムチョンニョンえき）は朝鮮民主主義人民共和国平安南道北倉郡にある、朝鮮民主主義人民共和国鉄道省平徳線およびソルゴル炭鉱線の駅。

## 隣の駅
朝鮮民主主義人民共和国鉄道省
平徳線
九井駅 - 松南青年駅 - 仮倉駅
ソルゴル炭鉱線
松南青年駅 - ソルゴル駅